# Naruto Shippūden: Người kế thừa ngọn lửa ý chí
Naruto Shippuden: Người kế thừa ngọn lửa ý chí (劇場版 NARUTO-ナルト- 疾風伝 火の意志を継ぐ者 Gekijōban Naruto Shippūden Hi no Ishi wo Tsugumono") là phim Naruto thứ 6 và phim Naruto: Shippūden thứ 3. Phim được công chiếu ở các rạp Nhật Bản vào ngày 1 tháng 8 năm 2009.
Phim được phát hành ở Bắc Mỹ vào ngày 23 tháng 10 năm 2012 bởi Viz Media.

## Phân vai
| Nhân vật       | Diễn viên lồng tiếng Nhật | Diễn viên lồng tiếng Anh | Diễn viên lồng tiếng Việt |
| -------------- | ------------------------- | ------------------------ | ------------------------- |
| Uzumaki Naruto | Takeuchi Junko            | Maile Flanagan           | Kim Anh                   |
| Hatake Kakashi | Inoue Kazuhiko            | Dave Wittenberg          | Chánh Tín                 |
| Haruno Sakura  | Nakamura Chie             | Kate Higgins             | Kim Ngọc                  |
| Sai            | Hino Satoshi              | Ben Diskin               | Hoàng Khuyết              |
| Nara Shikamaru | Morikubo Showtaro         | Tom Gibis                | Quang Tuyên               |
| Rock Lee       | Masukawa Youichi          | Brian Donovan            | Minh Vũ                   |
| Hyuga Neji     | Touchika Kouichi          | Steve Staley             | Tuấn Anh                  |
| Jiraiya        | Ohtsuka Houchu            | David Lodge              | Bá Nghị                   |
| Tsunade        | Katsuki Masako            | Debi Mae West            | Linh Phương               |
| Gaara          | Ishida Akira              | Liam O'Brien             | Thiện Trung               |
| Hiruko         | Hoshi Sōichirō            | Todd Haberkorn           | Thiện Trung               |
| Ichi           | Shimoyama Yoshimitsu      | Patrick Seitz            |                           |
| Ni             | Minagawa Junko            | Laura Bailey             |                           |
| San            | Watanabe Hideo            | Matt Mercer              |                           |